# Rinka Matsuda
Pour les articles homonymes, voir Matsuda.
Pas d'image ? Cliquez ici

a Compétitions nationales et continentales officielles uniquement.

b Matchs officiels uniquement.
Rinka Matsuda (松田 凜日, Matsuda Rinka), née le 5 décembre 2001 à Kokubunji (Japon), est une joueuse internationale japonaise de rugby à XV et internationale de rugby à sept évoluant aux postes d'arrière ou de centre. Elle joue au Tokyo Sanyu Phoenix.

## Biographie
Rinka Matsuda naît le 5 décembre 2001.
En 2022, elle joue pour le club de la Nippon Sport Science University (en) où elle fait ses études. Elle compte six sélections en équipe du Japon de rugby à XV quand elle est retenue en septembre 2022 pour disputer la Coupe du monde en Nouvelle-Zélande.
En 2024, elle dispute le tournoi de rugby à sept des Jeux olympiques de Paris.
En juillet 2025, comptant désormais 14 capes en équipe nationale, elle est à nouveau retenue pour la Coupe du monde.

## Palmarès
- Vainqueur du Championnat du Japon en 2025.